# Porpacella conspurcata
Porpacella conspurcata är en insektsart som beskrevs av Schmidt 1910. Porpacella conspurcata ingår i släktet Porpacella och familjen spottstritar. Inga underarter finns listade i Catalogue of Life.